# 木村龜二
木村 龜二（木村 亀二、きむら かめじ、1897年11月5日 - 1972年3月15日）は、日本の法哲学者、刑法学者。東北大学名誉教授。従三位勲二等旭日重光章。法学博士。兵庫県出身。

## 人物
牧野英一と並ぶ主観主義刑法学の大家。教科書（『刑法総論』）は、逝去後も、阿部純二教授によって1978年（昭和53年）に増補されている。

## 略歴
1921年に東京帝国大学法学部を卒業後、穂積重遠の推挙で同法学部助手となり、法理学の研究に従事し、1926年に九州帝国大学教授となるが、1927年、九州帝国大学法文学部内訌事件で大学を追われる。その後、当時東京帝国大学教授であった牧野英一に誘われ、牧野の研究室で主として新派刑法学、刑事政策の研究に従事するようになる。 1931年、法政大学教授、1936年東北帝国大学教授。戦後は、とくに犯罪論の研究に力を入れる。1967年、日本学士院会員。1972年、心不全により死去、74歳。

## 学説
戦前、木村は主観主義刑法学の立場に立ち、不能犯論では、「行為者が行為の時すなわち事前に認識した事情を基礎」とする主観的危険説を唱える。共犯独立性説の立場から、教唆の未遂を罰するとの見解をとっていた。
戦後木村は微妙によって立つ理論を修正し、客観主義との理論的統合を企図して行為論においてドイツの刑法学者ラインハルト・マウラッハ流の目的的行為論を採用した。未遂論では、「行為者の全体的危図を基礎として当該構成要件の保護客体に対して直接危殆化に至るところの行為の中に犯罪的意思が明確に表現せられた時に実行の着手がある」として、主観的客観説と称する。

## 学歴
- 1921年 東京帝国大学法学部卒業
- 1950年 「刑法における法益の概念」により法学博士[3]

## 職歴
- 1926年 九州帝国大学教授
- 1931年 法政大学教授
- 1936年 東北帝国大学教授
- 1950年 新潟大学教授（東北大学教授と兼任）
- 1961年 東北大学名誉教授
- 1962年 明治大学教授
- 1968年 駒澤大学教授

## 著書
- 『刑事政策の諸問題』（有斐閣、1933年）
- 『ルッソー・民約論』（岩波書店、1935年）
- 『刑法解釈の諸問題』（有斐閣、1939年）
- 『刑事政策の基礎理論』（岩波書店、1942年）
- 『刑法の基本概念』（有斐閣、1948年）
- 『刑法各論（復刊）』（法文社、 1957年）
- 『全訂新刑法読本』（法文社、1959年）
- 『刑法改正と世界思潮－改正刑法準備草案の検討－』（日本評論社、1965年）
- 『犯罪論の新構造（上・下）』（有斐閣 1966年、1968年）
- 『刑法総論〔増補版〕』（有斐閣、1978年）

## 論文
- 「自然法と実定法」『法哲学四季報』第1号（1948年）

## 門下生
- 阿部純二(東北大学名誉教授)
- 菊田幸一(明治大学名誉教授)
- 齊藤信宰(大東文化大学法科大学院教授)
- 鴨良弼（東北大学名誉教授）